# Little Houghton (Yorkshire du Sud)
Pour les articles homonymes, voir Little Houghton.
Little Houghton est un village et une paroisse civile du Yorkshire du Sud, en Angleterre.